# Rhamnella
Rhamnella je rod rostlin z čeledi řešetlákovité (Rhamnaceae). Jsou to dřeviny s jednoduchými střídavými listy a drobnými žlutozelenými květy. Plodem je peckovice. Rod zahrnuje 10 druhů a je rozšířen v Asii, Tichomoří a severovýchodní Austrálii. Druh Rhamnella franguloides je možno pěstovat i ve střední Evropě, v České republice se však zřejmě dosud nepěstuje.

## Popis
Zástupci rodu Rhamnella jsou opadavé nebo řidčeji stálezelené keře nebo malé stromy, výjimečně šplhavé dřeviny. Listy jsou střídavé, krátce řapíkaté, na okraji pilovité, se zpeřenou žilnatinou a úzce trojúhelníkovitými až kopinatými, často vytrvalými palisty
Květy jsou žlutozelené, drobné, oboupohlavné, pětičetné, uspořádané v krátce stopkatých úžlabních vrcholících nebo ve svazečcích v paždí listů. Kalich je miskovitý, s trojúhelníkovitými laloky. Korunní lístky jsou lžicovitě vejčité až lžicovitě okrouhlé. Tyčinek je pět.
Semeník je svrchní, s bází lehce zanořenou do nektáriového disku, obsahující jednu nebo dvě téměř nebo úplně oddělené komůrky. V každé komůrce jsou dvě vajíčka. Čnělka je na vrcholu dvouklaná.
Plodem je žlutavá nebo oranžová, za zralosti černající peckovice. Plod má na bázi zbytky vytrvalého kalicha, na vrcholu zbytek čnělky.

## Rozšíření
Rod zahrnuje 10 druhů. Je rozšířen v oblasti od Himálaje přes Čínu po Koreu a Japonsko, ve Vietnamu, Nové Guineji, Tichomoří a severovýchodní Austrálii. Největší počet druhů roste v Číně.

## Význam
Druh Rhamnella franguloides je možno jako jediný druh rodu pěstovat i ve střední Evropě jako okrasnou rostlinu. Není však udáván ze sbírek žádné české botanické zahrady.